# Blossius Aemilius Dracontius
Blossius Aemilius Dracontius war ein spätantiker lateinischer Dichter des späten 5. Jahrhunderts n. Chr. Er war senatorischer Herkunft und als Advokat in Karthago tätig.

Dracontius dichtete um 484 einen (nicht erhaltenen) Lobgesang auf einen nicht-vandalischen Herrscher, wahrscheinlich den oströmischen Kaiser Zeno. Dafür wurde er mitsamt seiner Familie unter dem in Afrika herrschenden Vandalenkönig Gunthamund (484–496) verhaftet: Während die römische Bevölkerung in Nordafrika, das in den Jahren nach 429 unter vandalische Herrschaft geraten war, den Kaiser in Konstantinopel als ihren eigentlichen Souverän betrachtete, erschien dies Gunthamund als Hochverrat. Freigelassen wurde Dracontius wahrscheinlich erst unter Gunthamunds Nachfolger Thrasamund, auf den er ein (ebenfalls verlorenes) Dankgedicht verfasste.
In der Zeit vor und nach seiner Haft entstand eine Sammlung von zehn hexametrischen Gedichten, die Romulea, die er dem Grammatiker Felicianus widmete. Daraus ist ein Stück mit dem Titel Orestis tragoedia erhalten. Zwei erst spät überlieferte Gedichte mit den Titeln De mensibus und De rosis nascentibus behandeln Schulthemen im Stil des Grammatikers Ausonius. Sie wurden vom italienischen Humanisten Bernardino Corio im 16. Jahrhundert gedruckt. Die Aegritudo Perdicae wird Dracontius wahrscheinlich fälschlich zugeschrieben.
Die wesentlichen Werke des Dracontius sind jedoch offenbar in seiner Haftzeit entstanden. Dazu zählt ein Bußgedicht an Gunthamund in elegischen Distichen mit dem Titel Satisfactio, das sich an Ovids Tristia anlehnt und in dem sich Dracontius augenscheinlich darum bemüht, die Verzeihung des Königs zu erlangen; außerdem das Hauptwerk des Dracontius: De laudibus Dei. Es umfasst drei Bücher in Hexametern und verherrlicht Gottes Wohltaten an den Menschen. Außerdem fordert es Gunthamund zur imitatio Christi auf. Sprache und Stil des Werkes haben einen charakteristischen eigenen Stil, in der Metrik lehnt sich Dracontius gekonnt an seine Vorbilder Vergil, Properz und Juvenal an. Insgesamt verfügte Dracontius über eine umfassende Kenntnis sowohl der klassischen lateinischen Literatur als auch der Bibel, ein Beleg dafür, dass die vandalische Eroberung keineswegs zu einem Ende der antiken Gelehrsamkeit geführt hatte.
Dracontius hatte einigen Einfluss auf die lateinische Dichtung in Afrika und im mittelalterlichen Europa. Seine Werke wurden im Westgotenreich durch Eugenius III. von Toledo bearbeitet.

## Ausgaben (teilweise mit Übersetzung und Kommentar)
- Katharina Pohl (Hrsg.): Dracontius: De raptu Helenae. Franz Steiner, Stuttgart 2019, ISBN 978-3-515-12216-0 (kritische Edition mit Einleitung, Übersetzung und Kommentar)
- Friedrich Vollmer (Hrsg.): Auctores antiquissimi 14: Fl. Merobaudis reliquiae. Blossii Aemilii Dracontii Carmina. Eugenii Toletani episcopi Carmina et epistulae. Berlin 1905, S. 21–228 (Monumenta Germaniae Historica, Digitalisat)